# Libertação de Finnmark
A Libertação de Finnmark foi uma operação militar aliada que durou de 23 de outubro de 1944 até 26 de abril de 1945, na qual as forças soviéticas e norueguesas arrancaram o controle de Finnmark, o condado mais ao norte da Noruega, da Alemanha. Tudo começou com uma ofensiva soviética que libertou Kirkenes. 

## Prelúdio
Após a ocupação da Noruega, o governo norueguês no exílio estabeleceu uma missão militar em Moscou sob a liderança do coronel Arne Dagfin Dahl. Antecipando o fim da Segunda Guerra Mundial, os Estados Unidos, o Reino Unido e a União Soviética assinaram um acordo com os noruegueses em 17 de março de 1944 relativo à administração do território norueguês caso este fosse ocupado por uma das outras três partes. O acordo estipulava que as autoridades militares teriam o controlo final sobre a administração civil enquanto o conflito persistisse. 

Finnmark, em vermelho

Após o Armistício de Moscou entre a União Soviética e a Finlândia, em 4 de Setembro de 1944, a região de Petsamo, ainda largamente ocupada pelos alemães, foi cedida à União Soviética, e o governo finlandês concordou em remover as restantes forças alemãs do seu próprio território até 15 de Setembro de 1944. Setembro (levando à Guerra da Lapônia). Durante a retirada do 20º Exército de Montanha alemão, chamada Operação Birke, a decisão foi tomada pelo Oberkommando der Wehrmacht de retirar-se completamente do norte da Noruega e da Finlândia na Operação Nordlicht. Enquanto os alemães se preparavam para esta operação, os soviéticos decidiram tomar a iniciativa ofensiva na Frente da Carélia.
O Stavka decidiu avançar contra as forças alemãs no Ártico no final de 1944. A operação seria realizada conjuntamente pela Frente da Carélia sob o comando do General Kirill Meretskov e pela Frota do Norte sob o comando do Almirante Arseniy Golovko. As principais operações seriam conduzidas pelo 14.º Exército, liderado pelo tenente-general Vladimir Shcherbakov, que estava no Ártico desde o início da guerra. Liderando a ofensiva estaria a 10ª Divisão de Guardas, liderada pelo major-general Khudalov.
As Forças Aéreas Soviéticas vinham atacando posições alemãs em Finnmark desde pelo menos fevereiro daquele ano. Hammerfest foi atacado pela primeira vez em 14 de fevereiro de 1944. Em 23 de agosto, bombardearam a cidade de Vadsø, que abrigava cerca de 2.000 soldados alemães. Hammerfest foi bombardeado pela segunda vez em 29 de agosto. Fortemente danificados, o que restou dos assentamentos seria quase totalmente destruído durante a retirada alemã nos meses seguintes. 
Os preparativos soviéticos, que duraram dois meses, não passaram despercebidos aos alemães. O general Lothar Rendulic, que serviu como chefe do 20º Exército de Montanha e comandante geral do teatro, estava ciente da ameaça representada pela ofensiva que se aproximava. Antes do início do ataque soviético, os defensores alemães receberam ordens de abandonar Petsamo em 15 de outubro e Kirkenes no início de novembro. Para deter os soviéticos, os alemães promulgaram uma política de terra arrasada e começaram a sabotar a infra-estrutura local e a destruir aldeias nas proximidades. Milhares de civis de Finnmark e do norte de Troms foram evacuados à força para o sul da Noruega. Entre 43.000 e 45.000 civis noruegueses foram forçados a sair de Finnmark. Rendulic afirmou ter despejado com sucesso todos, exceto 200 noruegueses, com os quais prometeu cuidar. Na realidade, entre 20.000 e 25.000 civis evitaram a realocação, incluindo 10.000 residentes de Kirkenes e da Península de Varanger que não puderam ser deslocados devido a restrições logísticas e 8.500 nómades sâmis que estavam isentos da política de remoção. 
Os soviéticos atacaram em 7 de outubro. Eles capturaram Petsamo em 15 de outubro, mas devido a problemas de abastecimento, tiveram que interromper a ofensiva por três dias. Retomando no dia 18, avançaram pela estrada Petsamo-Tarnet, chegando à fronteira com a Noruega na noite de 19 de outubro.  A partir daqui os soviéticos continuariam em direção a Kirkenes.

## Libertação

### Recaptura de Kirkenes
A luta por Kirkenes começou em 23 de outubro de 1944, quando a 14ª Divisão de Rifles soviética repeliu uma série de contra-ataques de Tarnet a Kirkenes enquanto perseguiam os alemães em retirada da Finlândia.  Naquela noite, a 45ª Divisão de Rifles cruzou o Jarfjord, deixando seus tanques e lançadores de foguetes com a 14ª Divisão de Rifles. Mais ao sul, a 10ª Divisão de Guardas cruzou uma ponte flutuante em Holmfoss, acompanhada por tanques KV e artilharia autopropelida.

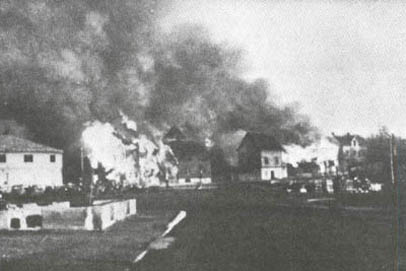
Kirkenes deixada em chamas pelos alemães

Em 24 de outubro, a 45ª Divisão de Rifles encontrou pouca resistência ao avançar para a orla de Bøkfjord, do outro lado de Kirkenes. A 14ª Divisão de Fuzileiros teve mais problemas em Elvenes, onde os alemães destruíram a ponte local para impedi-los de cruzar o fiorde. Duas empresas conseguiram cruzar o fiorde mais ao sul, onde a lacuna tinha apenas 150–200 metros de largura.  A 10ª Divisão de Guardas avançou 10 quilómetros a sul de Kirkenes, protegendo as minas de minério de ferro onde muitos civis estavam abrigados. O 28º Regimento de Rifles foi destacado da divisão da Guarda para impedir uma possível fuga alemã ao redor do Langfjord, já que as forças originalmente designadas para esta tarefa estavam com poucos suprimentos. O reconhecimento aéreo soviético notou colunas alemãs retirando-se de Kirkenes em direção a Neiden. Incêndios e explosões foram vistos na própria cidade, já que os alemães em retirada incendiaram a cidade como parte de uma campanha de terra arrasada. A 10ª Divisão de Guardas alcançou a periferia sul da cidade às 03h00 do dia 25 de outubro e enfrentou os alemães em retirada.
As forças soviéticas em Elvenes tentaram mais uma vez cruzar o Bøkfjord por volta das 05h00. Os alemães resistiram ao ataque por cerca de uma hora antes de serem forçados a recuar por ataque direto e bombardeio de artilharia pesada. Usando veículos anfíbios Lend-Lease e jangadas improvisadas, a maioria do corpo soviético conseguiu cruzar o rio às 09:00.  De lá, seguiram para a periferia sudeste de Kirkenes.
Apoiadas por tanques e artilharia, as 10ª, 65ª e 14ª Divisões de Rifles eliminaram o que restava da retaguarda alemã de Kirkenes ao meio-dia de 25 de outubro. 

### Operações soviéticas finais
Em 26 de outubro, a 10ª Divisão de Rifles capturou um campo de aviação alemão 15 quilômetros a oeste de Kirkenes. O 28º Regimento de Rifles chegou à Rodovia 50 em Munkelv naquela manhã, apenas para descobrir que unidades alemãs ainda estavam recuando pela área. Seguiram-se combates e os soviéticos bloquearam sumariamente a estrada, forçando os alemães a evacuar para o norte, de onde foram extraídos por mar. À noite, toda a área de Munkelv estava protegida e os soviéticos avançavam o rio Neiden.
A retaguarda alemã preparou apressadamente uma defesa em Neiden, numa linha de cume. Com a ajuda dos pescadores locais, os soviéticos conseguiram atravessar o rio em 27 de outubro e capturar a cordilheira. A luta foi feroz e os alemães conseguiram queimar todos os edifícios da aldeia, exceto a igreja local, antes de se retirarem.
Diante de um terreno acidentado e de temperaturas cada vez mais baixas, as forças do 14º Exército na área receberam ordens de interromper o avanço e assumir uma postura defensiva.  Apenas uma força de reconhecimento da 114ª Divisão de Rifles continuou para oeste. Percorreu 116 quilômetros a noroeste de Neiden antes de parar em 13 de novembro em Tana.

### Implantação de forças norueguesas

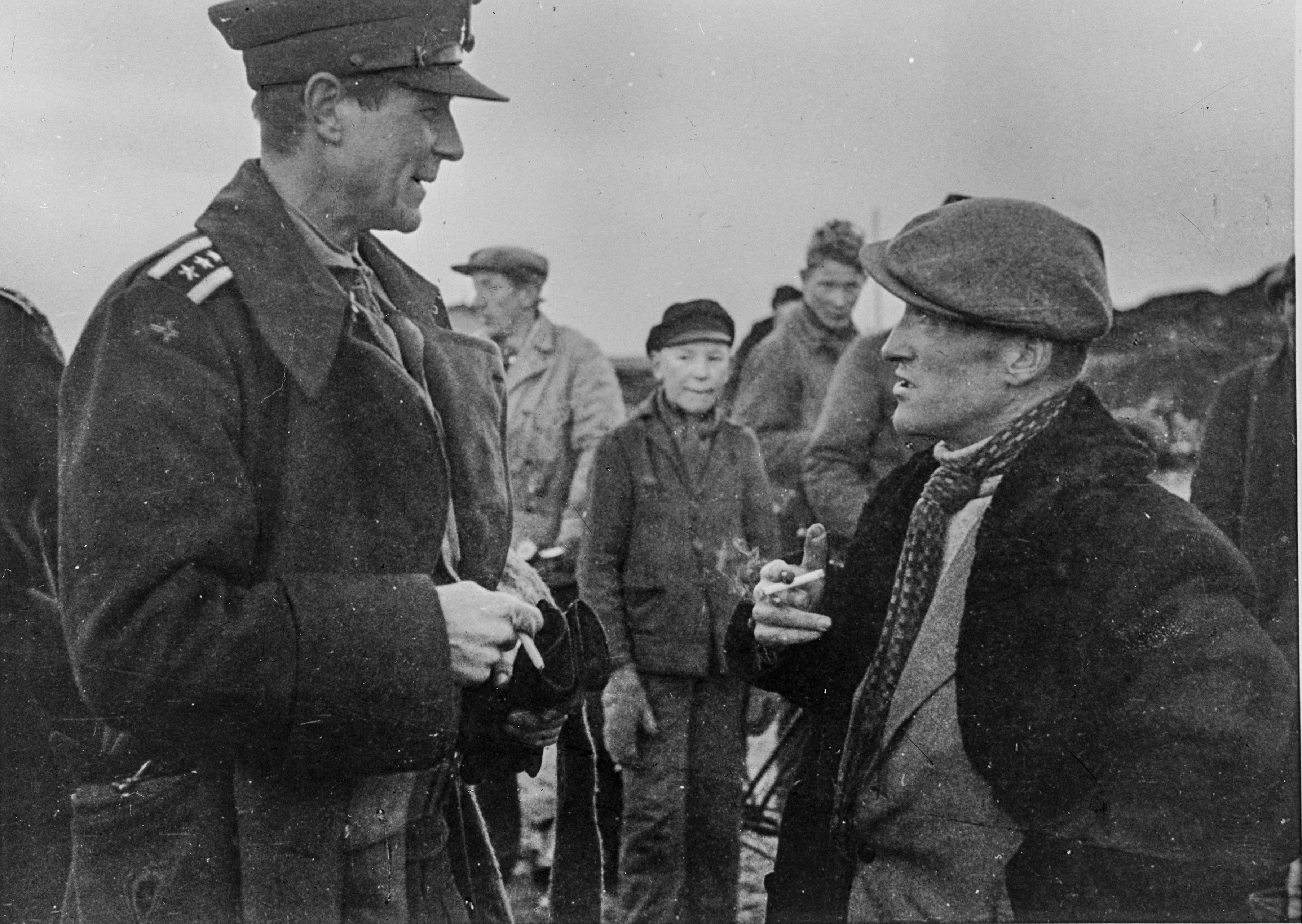
Coronel Arne Dagfin Dahl (à esquerda) em conversa com Peder Holt (à direita), o governador interino de Finnmark, em Vadsø, no final de 1944

Em 25 de outubro de 1944, ao saberem que os soviéticos estavam agora a entrar no norte da Noruega, os britânicos ordenaram o envio imediato de forças norueguesas para a área para ajudar. Os noruegueses reuniram-se sob o comando do Coronel Dahl, com uma missão militar (para ligação com os soviéticos e para restabelecer a administração civil na Noruega), os 231 fortes "Bergkompani 2" (2ª Companhia de Montanha)  sob o comando do Major S. Rongstad, uma área naval comando com 11 homens, e um "Comando de Área Finnmark" com 12 homens. Marcados como Força 138 pelos britânicos, os noruegueses embarcaram no HMS Berwick como parte da Operação Crofter, chegando a Murmansk em 6 de novembro.  De lá, eles pegaram um navio soviético para Liinakhamari, embarcando em caminhões que finalmente os levaram para Finnmark em 10 de novembro. O Coronel Dahl sediou sua missão em Bjørnevatn. 

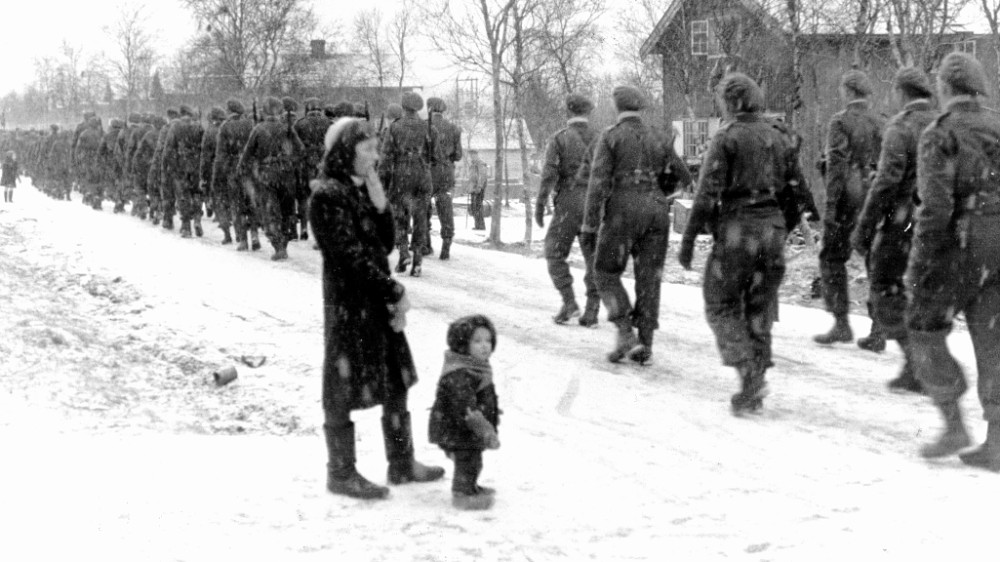
As Forças Norueguesas Livres marcham por Bjørnevatn em novembro de 1944.

O comandante soviético na frente, tenente-general Shcherbakov, desejava que os noruegueses fossem enviados para a linha de frente o mais rápido possível. Pequenos demais para cobrirem eles próprios a frente, os noruegueses recrutaram voluntários locais, colocando-os em "companhias de guarda" formadas às pressas e armadas com armamento soviético, enquanto se aguardava a chegada de reforços do Reino Unido. Aproximadamente 1.500 homens da área de Kirkenes foram recrutados.  Em 29 de novembro, as corvetas norueguesas Eglantine e o Castelo de Tønsberg e três caça-minas foram despachados de Loch Ewe como parte do Convoy JW 62 com 2.000 toneladas de suprimentos para ajudar as forças norueguesas em Finnmark. Eles chegaram à enseada de Kola sem incidentes em 7 de dezembro.  Em 14 de dezembro, o Castelo de Tønsberg atingiu uma mina e afundou, causando grande perda de vidas. 

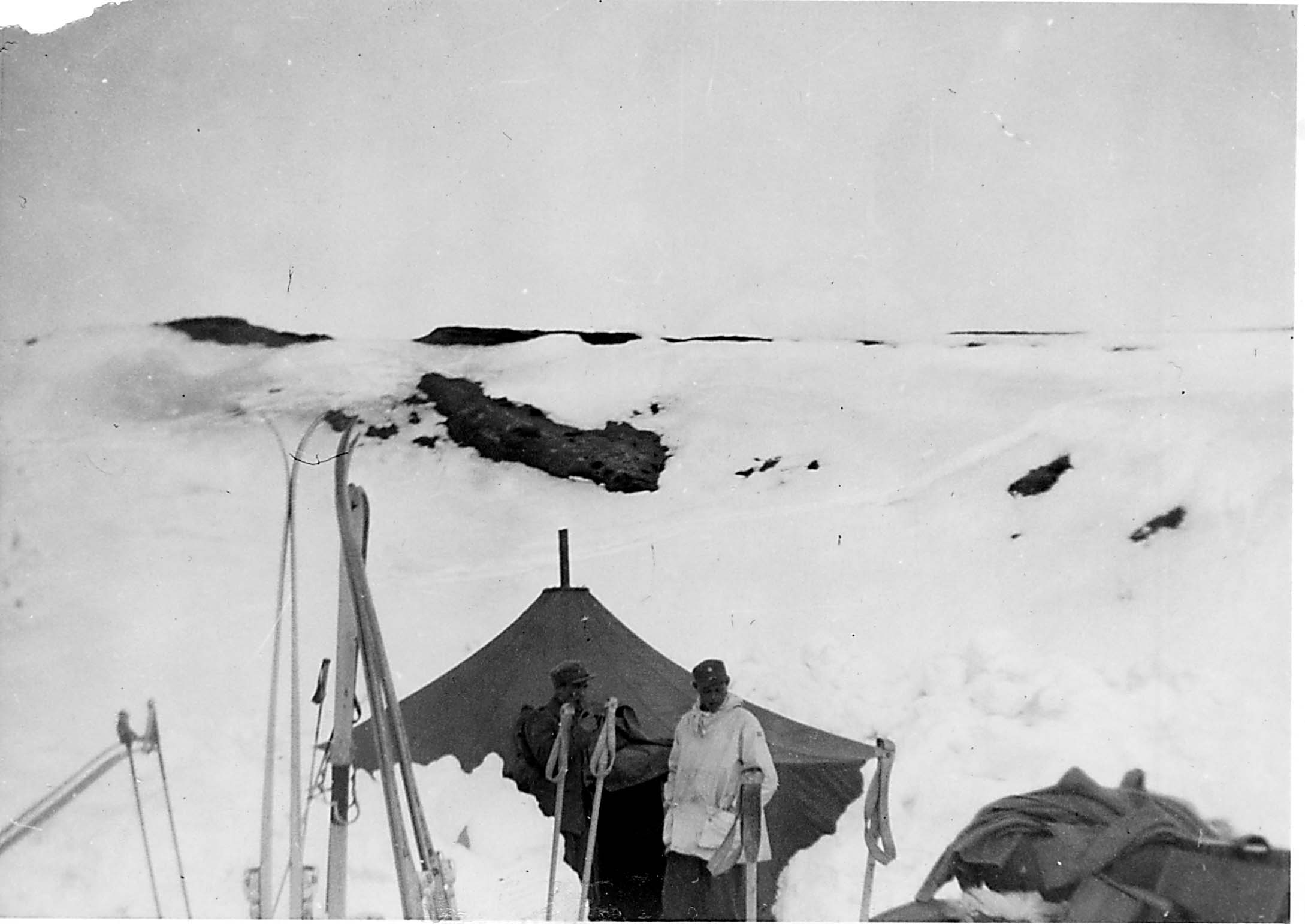
Tropas policiais norueguesas em Kautokeino

As tropas da polícia norueguesa - que durante dois anos treinaram secretamente na Suécia - começaram a chegar em 12 de janeiro de 1945.  No total, 1.442 homens e 1.225 toneladas de material seriam transportados de Kallax, na Suécia, para Finnmark.  Os Estados Unidos enviaram nove transportes C-47 Dakota para auxiliar na movimentação das tropas.  Em abril de 1945, haveria mais de 3.000 soldados noruegueses no norte da Noruega.
Um dos primeiros empreendimentos da força norueguesa foi o reconhecimento nas linhas de frente. O objetivo era monitorar os movimentos das tropas alemãs e investigar o paradeiro da população local. Relatórios de Porsanger mostraram que os alemães estavam em processo de retirada, mas ocupados colocando minas e incendiando edifícios. Restaram poucos civis. 

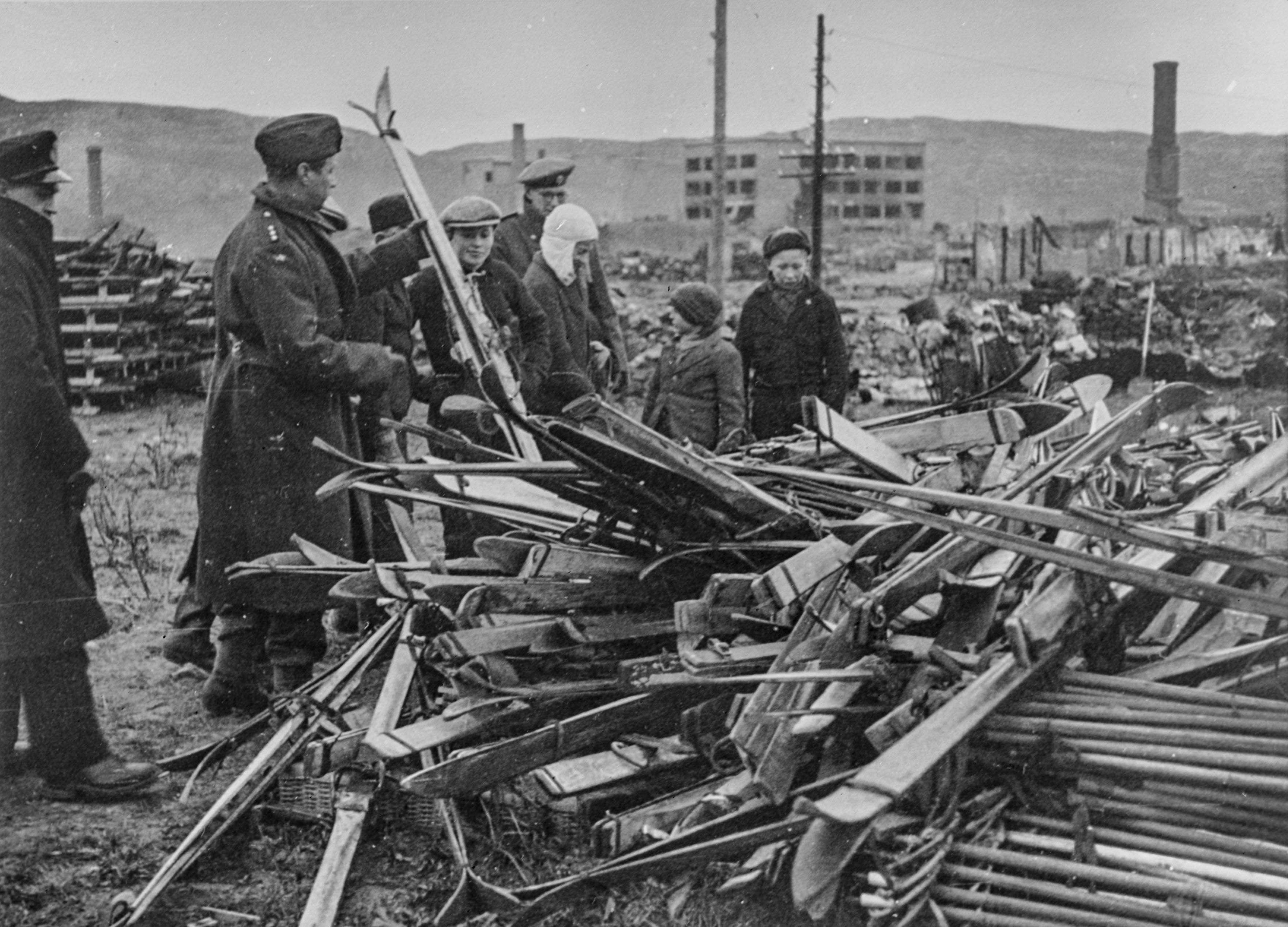
Oficiais noruegueses examinam esquis deixados para trás pelas tropas alemãs em retirada em Finnmark

Durante esse período, alguns moradores que estavam escondidos na área começaram a retornar aos seus assentamentos destruídos. Em Gamvik, cerca de 300 civis que evitaram a evacuação construíram barracos temporários nos destroços para se abrigarem. Em 19 de dezembro de 1944, os E-boats alemães mobilizaram grupos de desembarque para destruir a cidade pela segunda vez. Alguns habitantes da cidade conseguiram armar-se e conter os alemães por tempo suficiente para que a maior parte da população escapasse. 17 pessoas foram capturadas e forçadas a evacuar. 
As tropas norueguesas enviaram grupos de resgate sob o comando do coronel Gunnar Johnson para ajudar os civis que ficaram retidos no devastado oeste de Finnmark. No Natal de 1944, quase 900 pessoas tinham sido evacuadas com sucesso para o território libertado. Em janeiro de 1945 começou a fazer planos para uma operação de resgate na ilha de Sørøya. Em 15 de Fevereiro, na única acção militar directa empreendida pelos Aliados Ocidentais (além da Noruega) durante a campanha, um contratorpedeiro canadiano e três britânicos resgataram 502 homens, mulheres e crianças da ilha.   Em 1945, um grupo de milicianos noruegueses começou a operar na ilha, emboscando patrulhas alemãs enquanto tentava evitar a destruição. Várias escaramuças e ataques entre Fevereiro e Março resultaram na morte de seis milicianos e na captura de mais 14. Seis navios de pesca empregados pela milícia foram destruídos num ataque aéreo alemão. Vários alemães também foram mortos na ilha. 
Em outros lugares, os noruegueses ajudaram os habitantes locais e lidaram com ataques alemães ocasionais. Bergkompani 2 perdeu quatro homens ao retomar Finnmark. Em 26 de abril de 1945, os noruegueses declararam Finnmark livre. No momento da rendição geral alemã na Europa, em 8 de maio, o 1º Batalhão Varanger estava posicionado na fronteira entre Finnmark e Troms. 

## Consequências
Os alemães no restante da Noruega ocupada capitularam em 8 de maio, pondo fim definitivo ao conflito.
Quase 2.900 soldados soviéticos morreram na Noruega durante o conflito. 
A população civil foi o grupo mais afectado pela campanha. Os alemães, na prossecução da sua estratégia de terra arrasada, destruíram milhares de casas, celeiros, barracões e empresas, juntamente com grande parte da infra-estrutura de Finnmark. Quase todos Kirkenes, Hammerfest, Hasvik,  Vardø, Skarsvåg, Tufjord, Karmoyvaer, Gjesvær, Nordvågen,  e Neiden foram totalmente queimados. Cerca de 2/3 das casas em Vadsø foram destruídas.  Berlevåg, Mehamn e Gamvik foram totalmente arrasados.   Aproximadamente 50.000 pessoas fugiram ou foram forçadas a evacuar para o sul pelos alemães. Estima-se que mais de 300 civis morreram devido à exposição e outras causas durante este êxodo. Outros 25 mil que optaram por ficar abrigados em cabanas, cavernas e minas improvisadas. Um único túnel perto de Bjørnevatn comportava 3.000 pessoas.  Partes de Troms também foram evacuadas e queimadas, na expectativa de uma continuação da ofensiva aliada pelo norte. Mesmo depois de as hostilidades terem cessado, muitos civis não puderam regressar às suas cidades até que os Aliados retirassem os restos de munições alemãs.

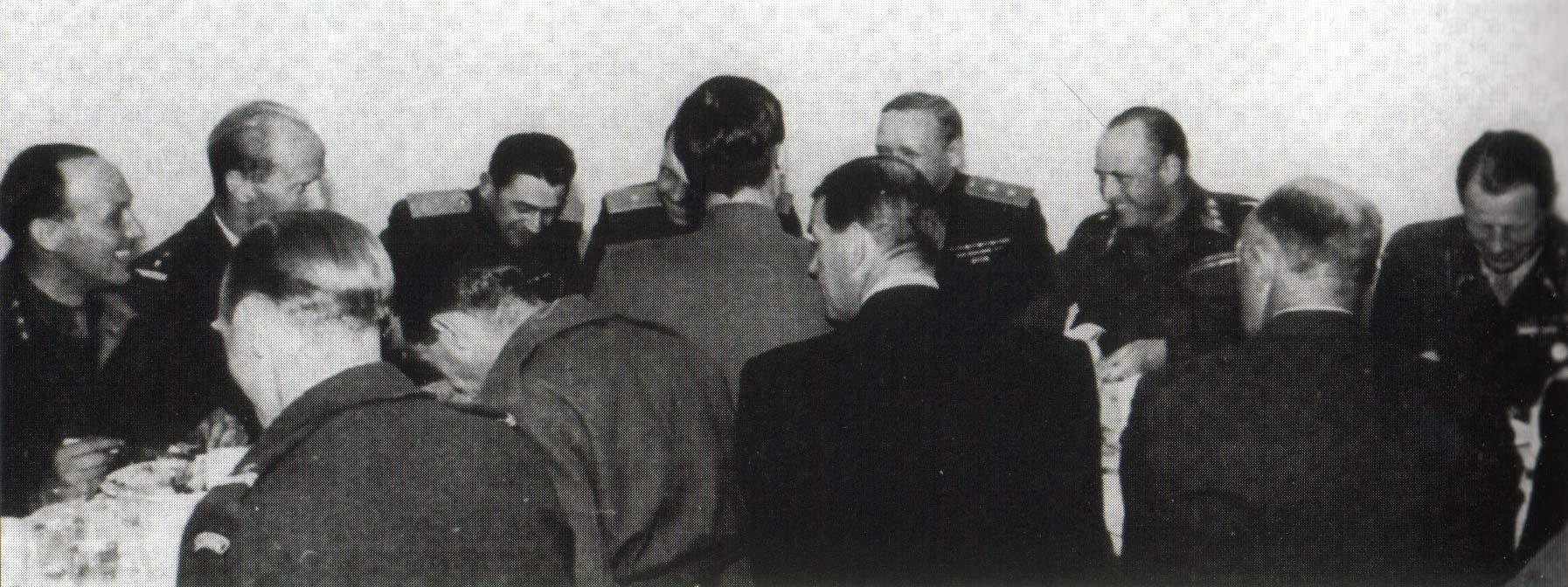
Jantar na cidade norueguesa de Kirkenes em julho de 1945. Na retaguarda, a partir da direita: Coronel Dahl, Príncipe Olav e Comandante das Forças Soviéticas na Noruega, Tenente General Shcherbakov.

Em julho, os noruegueses organizaram um jantar com os soviéticos em Kirkenes para celebrar a sua vitória. Entre os presentes estavam o príncipe herdeiro norueguês Olavo, Dahl e Shcherbakov.
As últimas forças soviéticas retiraram-se da Noruega em 25 de setembro de 1945. 

## Legado
A destruição das comunidades linguísticas em Finnmark teve um efeito profundo na área após a guerra. Como os esforços de reconstrução na região foram principalmente da responsabilidade das autoridades de língua norueguesa, a prevalência das línguas Sami nas comunidades costeiras diminuiu drasticamente no pós-guerra. 
Houve duas celebrações modernas da libertação de Finnmark em Kirkenes. Em 25 de outubro de 2014, a Noruega celebrou o 70º aniversário e em 25 de outubro de 2019 foi celebrado o 75º aniversário. Entre os presentes em ambas as cerimônias estavam o rei Haroldo, a primeira-ministra norueguesa, Erna Solberg, e o ministro dos Negócios Estrangeiros russo, Sergey Lavrov.  